# 鲁迅公园 (青岛)
36°03′17″N 120°19′38.2″E / 36.05472°N 120.327278°E

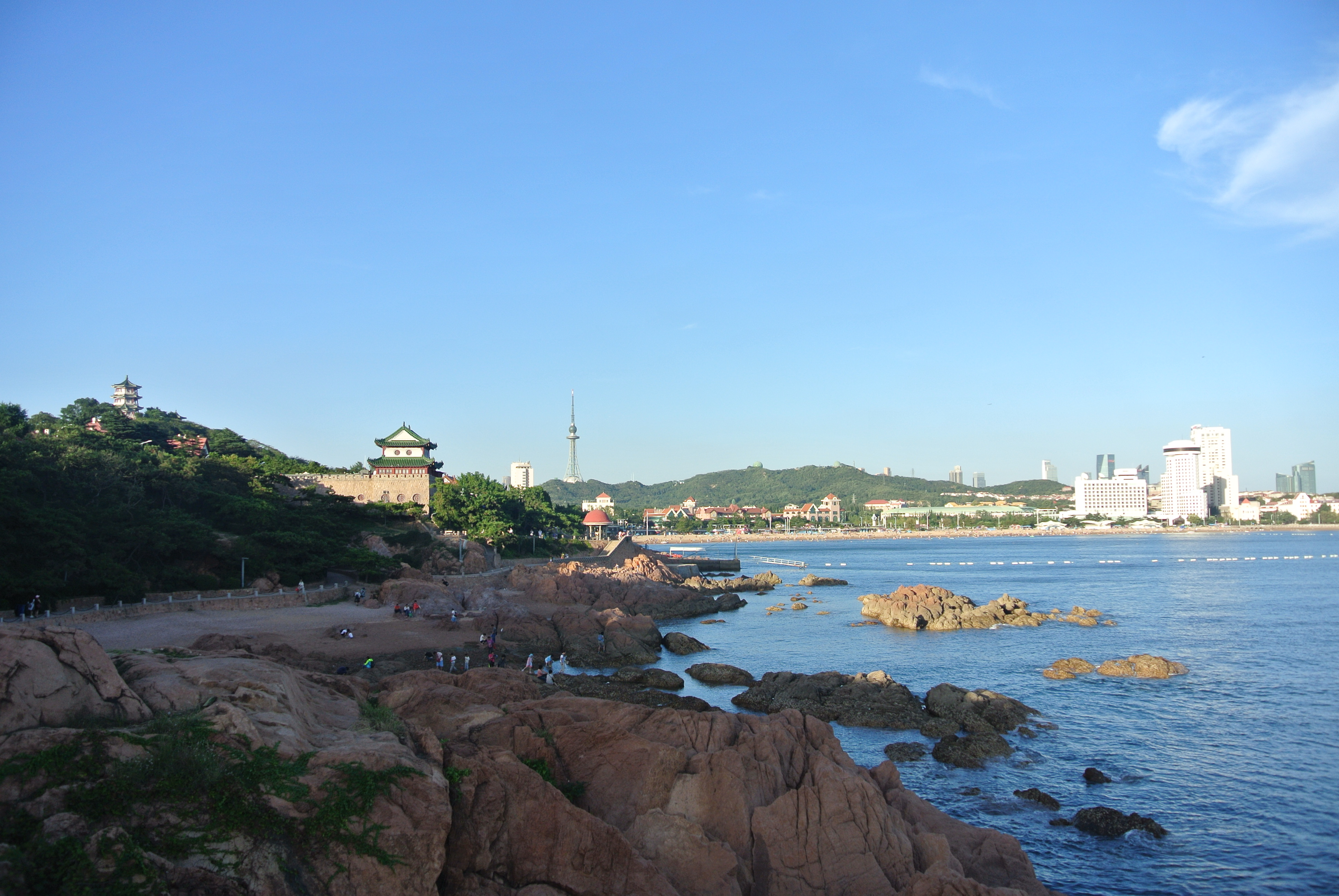
鲁迅公园与水族馆

青岛鲁迅公园，原名海滨公园，始建于1930年代，是位于中国山东省青岛市市区汇泉湾海滨的一个公园。

## 概况
汇泉湾西岸最初为一片礁石海岸线。1930年，青岛市工务局利用该海岸线景观建设了一座公园。习惯性说法称该公园最初以时任青岛市市长胡若愚之名命名为“若愚公园”，后改为“海滨公园”，由园艺家葛敬应设计。但根据历史文献和相关档案图纸，公园最初名称即为海滨公园，同时公园总体规划设计师已不可考，仅仅可以知道公园正门设计师为青岛市工务局第三科技正许守忠，凉亭设计师为第二科技士田友秋。
公园正门为一座木结构中式牌坊，北面朝向莱阳路，牌匾上题有“海滨公园”四字，南面朝向大海，牌匾上题有“蓬壶胜览”四字，为书法家郑世芬所题写。牌坊周围为草坪、灌木丛所环绕 ，牌坊南侧为圆形花坛，花坛以南为通往公园内的台阶。公园内依据地形设置石阶、石桌凳及三座风格不同的凉亭。
1932年，青岛水族馆在公园内落成。1934年，市政当局在八大关南侧建设山海关路海滨公园，原海滨公园改称莱阳路海滨公园。1940年代时，原木制牌坊改建为石制牌坊。
1951年，海滨公园改名为鲁迅公园，牌坊临街面匾额题字改为郭沫若题写的“鲁迅公园”四字。1986年10月鲁迅逝世50周年之际，由全市青年捐款，在牌坊后修建了的鲁迅雕像，高三米，花岗岩制，为青岛雕塑家张白涛所作。1988年，园林局出资整修公园。为纪念鲁迅诞辰120周年，市政当局自2000年秋起在园内增设“鲁迅诗廊”、“呐喊台”等景观。鲁迅公园如今仍为汇泉湾内一处重要景点。

## 图集
- 牌坊设计图，匾额上为胡若愚所题“海滨公园”
- 牌坊明信片，1930年代
- 改建后的牌坊（南侧视角），1946年
- 1960年代的公园正门
- 牌坊与雕像今貌

- 公园正门附近平面设计图
- 公园凉亭与北侧的第一海水浴场，1930年代
- 公园内的水族馆，1930年代
- 2006年的水族馆及鲁迅公园
- 园内凉亭